# Заречье (Кораблинский район)
Заречье — населённый пункт, входящий в состав Ключанского сельского поселения Кораблинского района Рязанской области.

## Географическое положение
Заречье находится в восточной части Кораблинского района, в 13 км к северо-востоку от райцентра на левом берегу реки Рановы.
Ближайшие населённые пункты:

— село Ключ примыкает к южной части деревни.

## Население
| 2010 |
| ---- |
| 6    |

## Название
Название дано в связи с расположением поселка за рекой Рановой относительно села Ключ.

## История
Поселок возник не ранее 1925 года, хотя отдельные дома могли появиться на его месте и раньше. Входил в состав Ключанского сельсовета, находящегося за рекой Рановой.

## Инфраструктура
Объектов инфраструктуры в Заречье не имеется.
Дорожная сеть
В 1,5 км к западу проходит автотрасса муниципального значения «Пехлец - Троица - Пустотино», от которой отходит асфальтированное ответвление до села Ключ, которое пересекает деревню Заречье.